# نبرد چساپیک
نبرد چساپیک (انگلیسی: Battle of the Chesapeake) همچنین شناخته شده به عنوان نبرد ویرجینیا، یک نبرد دریایی بسیار مهم در دوران جنگ انقلاب آمریکا است که در نزدیکی دهانهٔ خلیج چساپیک در ۵ سپتامبر ۱۷۸۱ بین نیروهای انگلیسی و فرانسوی روی داد.